# Langtang Ri
Le Langtang Ri est un sommet de l'Himalaya, à l'ouest-nord-ouest du Shishapangma, situé à la frontière entre le Népal et la Chine.